# Vespadelus
Vespadelus is een geslacht van vleermuizen uit de familie der gladneuzen dat alleen voorkomt in Australië. Dit geslacht wordt vanouds meestal tot Pipistrellus of Eptesicus gerekend, maar is in feite nauwer verwant aan andere Australische geslachten als Chalinolobus en Nyctophilus.
De leden van dit geslacht zijn vrij kleine gladneuzen met vier bovensnijtanden. De buitenste twee zijn zeer klein en de binnenste zijn voor een groot deel in tweeën gesplitst. Het oor is vrij lang en puntig.
Er zijn negen soorten, verdeeld in twee groepen:
- caurinus-groep
  - Vespadelus caurinus (noordelijk West-Australië en noordelijk Noordelijk Territorium)
  - Vespadelus douglasorum (Kimberley, noordelijk West-Australië)
  - Vespadelus finlaysoni (droge delen van West- en Midden-Australië)
  - Vespadelus troughtoni (Noordoost-Queensland tot Noordoost-New South Wales)
- pumilus-groep
  - Vespadelus baverstocki (binnenlanden van Australië)
  - Vespadelus darlingtoni (Zuidoost-Australië)
  - Vespadelus pumilus (oostkust van Australië en Lord Howe)
  - Vespadelus regulus (zuidelijk Australië inclusief Tasmanië)
  - Vespadelus vulturnus (Zuidoost-Australië inclusief Tasmanië)